# 1 Pułk Wiernych Kozaków
1 Pułk Wiernych Kozaków – oddział jazdy armii koronnej wojska I Rzeczypospolitej.

## Formowanie i zmiany organizacyjne
Sformowany 7 maja 1792 z nadwornych Kozaków w drodze ustawy sejmowej:

Dwa pułki kozackie, każdy z tysiąca koni złożony, z przyzwoitą liczbą właściwych takowemu gatunkowi żołnierza officyerów, sotników, attamanów w płacy do pułków przedniej straży porównanych ustanawiamy i niezwłoczny zaciąg nakazujemy.

Pułk miał składać się ze sztabu i ośmiu chorągwi.
W październiku 1792 1 pułk wiernych kozaków został przez władze targowickie połączone z 2 pułkiem wiernych kozaków. W wyniku połączenia utworzono Kijowski pułk lekkokonny. Wiosną 1793 roku pułk został wcielony do armii rosyjskiej i przemianowany na pułk bohski.

## Obsada personalna
Korpus oficerski składał się z komendanta w randze pułkownika, majora, adiutanta z rangą porucznika, audytora-kwatermistrza, ośmiu sotników i ośmiu chorążych.
pułkownik:
- Jan Potocki - rotmistrz kawalerii narodowej, starosta kaniowski i poseł poznański

major:
- Józef Perekładowski